# Gloriana (banda)
Gloriana es un grupo de música country estadounidense fundado en 2008. Se compone de los hermanos Tom y Mike Gossin (voz, guitarra), así como Rachel Reinert (voz y pandereta) y Cheyenne Kimball (voz, mandolina). Antes de la fundación de la banda, Kimball fue la ganadora del concurso America's Most Talented Kid en 2002, y también tuvo un álbum en solitario en 2006 titulado The Day Has Come. Gloriana publicó su primer sencillo "Wild at Heart" (Corazón Salvaje) en febrero de 2009, que alcanzó el Top 15 en el Billboard Hot Country Songs de los EE. UU. El álbum debut del grupo, titulado como el mismo grupo "Gloriana", fue lanzado el 4 de agosto de 2009.

## Historia
Los hermanos Tom y Mike Gossin nacieron en Utica, Nueva York. Ambos tomaron clases de piano desde los 6 años, y Tom comenzó a estudiar guitarra con la ayuda de un músico de jazz local. Tom, junto con el tercer hermano Esteban Gossin, fundó su propia banda "Captain Zippy" (Capitán Zippy) en la escuela secundaria. Stephen y Tom se mudaron a Wilmington, Carolina del Norte, donde asistió a la Universidad de Carolina del Norte en Wilmington, dónde Tom se especializó en guitarra. Tom y Mike se mudaron a Nashville, Tennessee, donde comenzaron a actuar como dúo.
Rachel Reinert, nativa de Sarasota, Florida, fue a la escuela secundaria en Santa Ana, California. Después de asistir a una escuela de artes escénicas, comenzó a escribir canciones y tocar la guitarra por sí misma. Con la ayuda de un profesor, comenzó a grabar demos, y firmó un contrato de edición a los 15 años. Los Gossin conocieron a Rachel a través de su página de MySpace, y ella comenzó a tocar con ellos después de mudarse a Nashville.
El cuarto y último miembro del grupo era Cheyenne Kimball, quien se retiró del grupo el pasado julio de 2011. Cheyenne nació en Jacksonville, Carolina del Norte, pero creció en Frisco, Texas. Una artista intérprete a los 10 años, entró en el programa de televisión America's Most Talented Kid, de Estados Unidos, y ganó el primer premio del programa a los 12 años. Un año después de su victoria, Kimball grabó un álbum como solista con el sello Epic. Este álbum incluye canciones que había escrito con John Rich de Big & Rich, a quien conoció después de un viaje a Nashville. Cuando Cheyenne era adolescente tuvo un reality show en MTV, que duró una temporada. Se unió a los hermanos Gossin y Reinert, después de conocerlos en un club nocturno, y los cuatro miembros comenzaron a escribir canciones y a tocar juntos.
2008–2010: Gloriana
Una vez que los cuatro miembros ya formaban parte de la banda, emprezaron a grabar demos, enviando uno a Emblem Records, una disquera perteneciente a Matt Serletic,un productor musical que ha trabajado con Matchbox 20. La banda trabajo con Serletic, y con los compositotes de Nashville Jeffrey Steele, Brett James y Wayne Kirkpatrick,entre otros. En febrero el grupo había firmado contrato pero aún les faltaba un nombre.
A principios del 2009, el grupo saco su primer sencillo "Wild at heart", el cual Serletic escribió con Josh Kear y Stephanie Bentley. Se convirtió en el más vendido sencillo vendido  de la música contry en el 2009.El grupo estuvo de Tour con Taylor Swift ( 2009 Fearless tour).

## Discografía
Álbumes de estudio
- 2009: Gloriana
- 2012: A Thousand Miles Left Behind
- 2015: Three

EP
- 2009: The Way It Goes

Sencillos
- 2009: "Wild at Heart"
- 2009: "How Far Do You Wanna Go?"
- 2010: "The World Is Ours Tonight"
- 2011: "Wanna Take You Home"
- 2011: "Kissed You (Good Night)"
- 2012: "Can't Shake You"
- 2014: "Best Night Ever"
- 2014: "Trouble"